# Baima Hu
Baima Hu är en sjö i Kina. Den ligger i provinsen Jiangsu, i den östra delen av landet, omkring 130 kilometer norr om provinshuvudstaden Nanjing. Baima Hu ligger 3 meter över havet. Arean är 99 kvadratkilometer. I omgivningarna runt Baima Hu växer i huvudsak blandskog. Den sträcker sig 17,8 kilometer i nord-sydlig riktning, och 11,7 kilometer i öst-västlig riktning.
Genomsnittlig årsnederbörd är 1 165 millimeter. Den regnigaste månaden är juli, med i genomsnitt 253 mm nederbörd, och den torraste är januari, med 20 mm nederbörd.